# KkStB U
Die kkStB U war eine Schmalspurdampflokomotive der k.k. Österreichischen Staatsbahnen (kkStB) für 750 und  760 mm Spurweite. Die Reihe U gehört mit zu den meistgebauten zivilen Schmalspurlokomotiven in Europa. Die Lokomotiven wurden auch von zahlreichen privaten Lokalbahnen im damaligen Österreich beschafft. Nach 1953 erhielten die Lokomotiven bei der nunmehrigen ÖBB die Reihenbezeichnung 298.

## Geschichte

### kkStB U

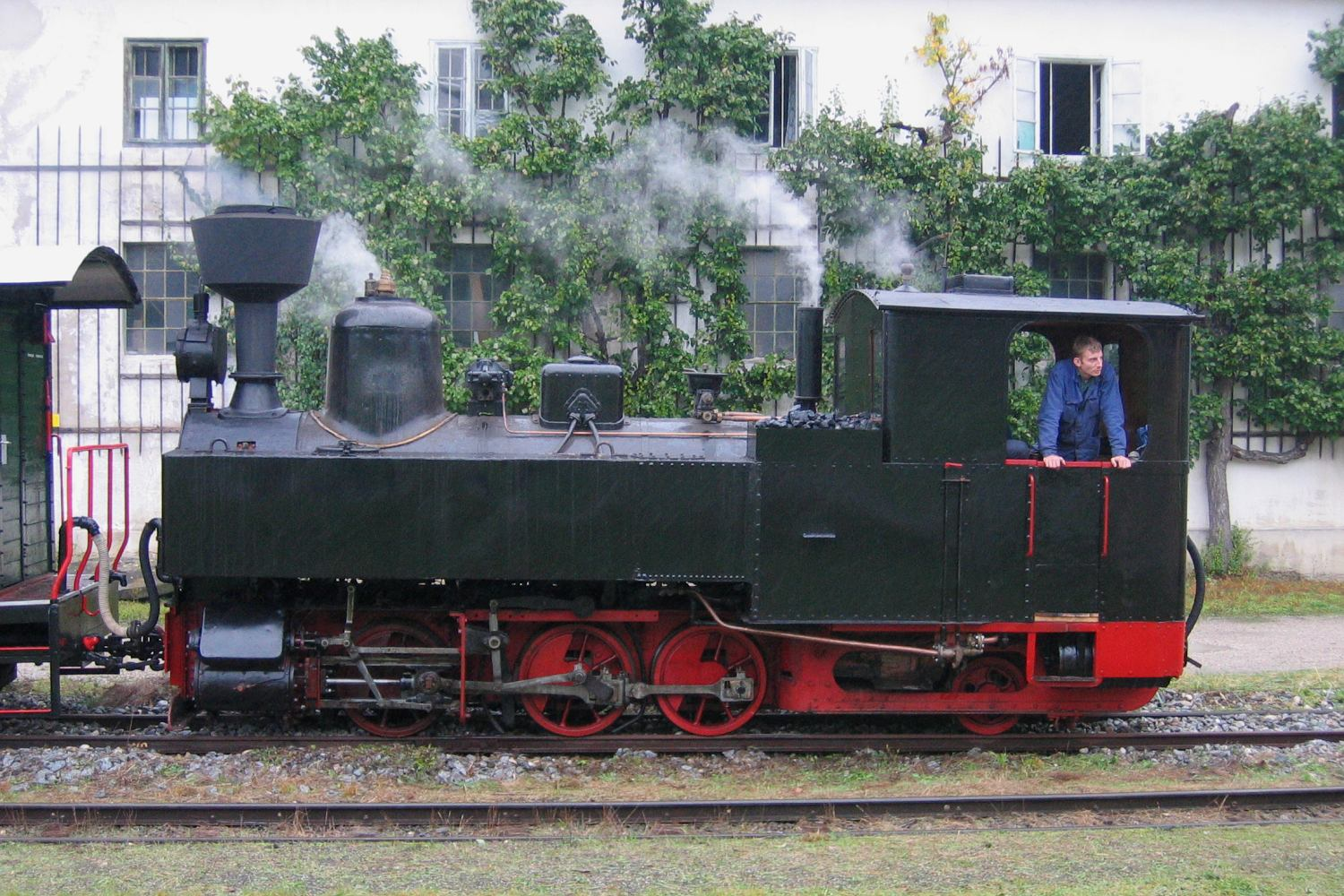
298.52 auf der Steyrtal-Museumsbahn

1894 wurde in der Steiermark die Murtalbahn in Betrieb
genommen. Für diese 76 km lange Strecke einer privaten Aktiengesellschaft (später in den Steiermärkischen Landesbahnen StLB aufgegangen) benötigten die kkStB als beauftragter Betriebsführer leistungsstärkere Lokomotiven als jene Typen, die bisher auf den Schmalspurstrecken der Donaumonarchie im Einsatz standen. Man orderte daher bei Krauss in Linz vier Maschinen, die auf der bereits bewährten Steyrtalbahntype bzw. den etwas größeren Lokomotiven 6 bis 11 der SKGLB basierten. Deren Fahrwerk mit Krauss-Helmholtz-Gestell und Dampfmaschine sowie die nach Krauss-Helmholtz abgewandelte Heusinger-Steuerung mit gerader Schwinge wurden nahezu unverändert übernommen. Der Langkessel und die Feuerbüchse wurden aber leicht vergrößert, ebenso die Wasser- und Kohlenvorräte.

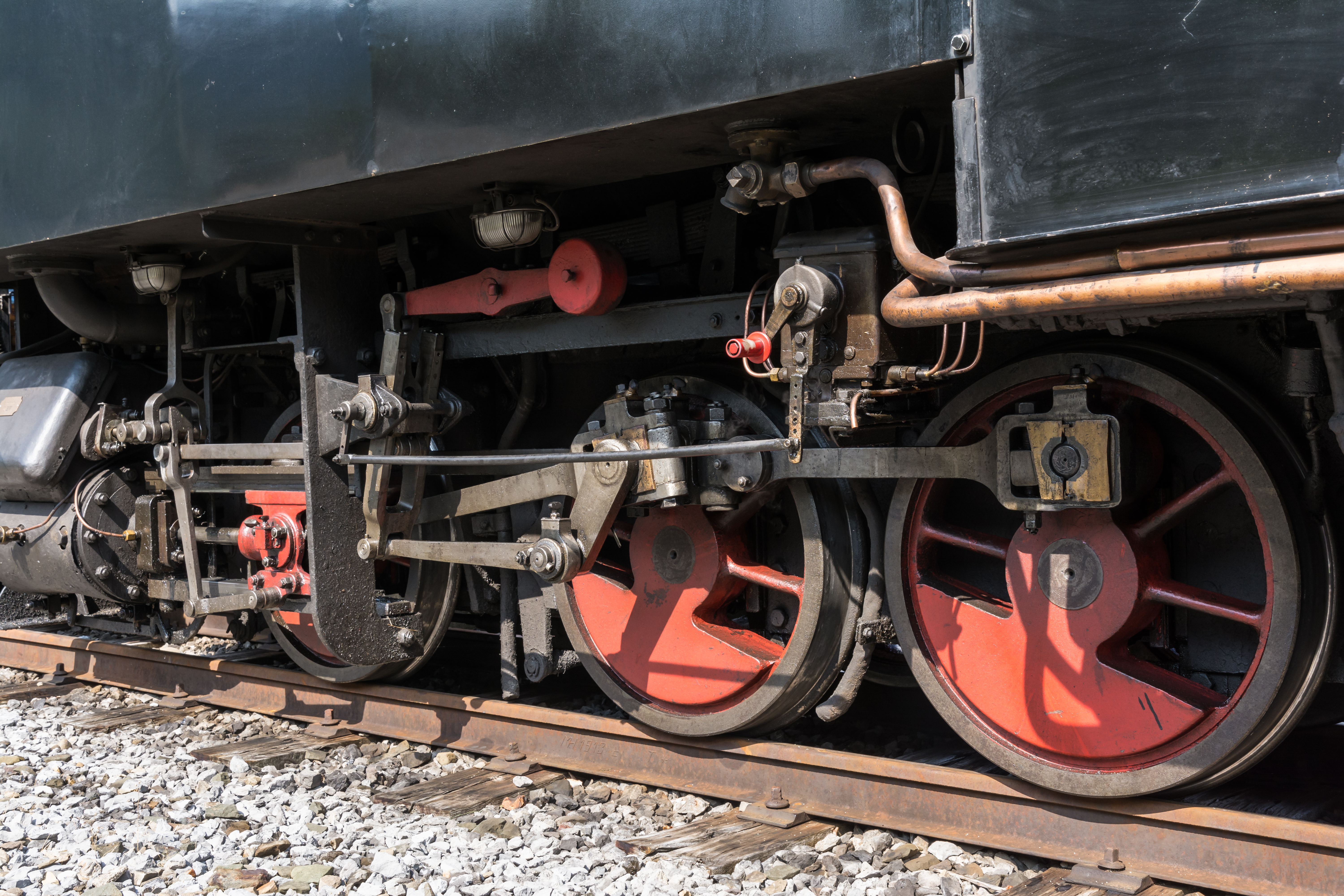
Triebwerk von U25

Diese etwas stärkere Weiterentwicklung der Steyrtalbahnlok konnte in der Ebene eine Anhängelast von 515 Tonnen befördern. Bei einer Steigung von 20 ‰ vermochte die Lok eine Last von 90 Tonnen mit einer Geschwindigkeit von 20 km/h zu ziehen. Die Höchstgeschwindigkeit wurde mit 35 km/h festgelegt. Dem neu eingeführten Schema für Schmalspurlokomotiven folgend, erhielt diese Reihe ab 1897 den Buchstaben U (für Unzmarkt, dem Ausgangspunkt der Murtalbahn) als kkStB-Reihenbezeichnung. Relevant für dieses Schema war der Anfangsbuchstabe des ersten Einsatzortes.

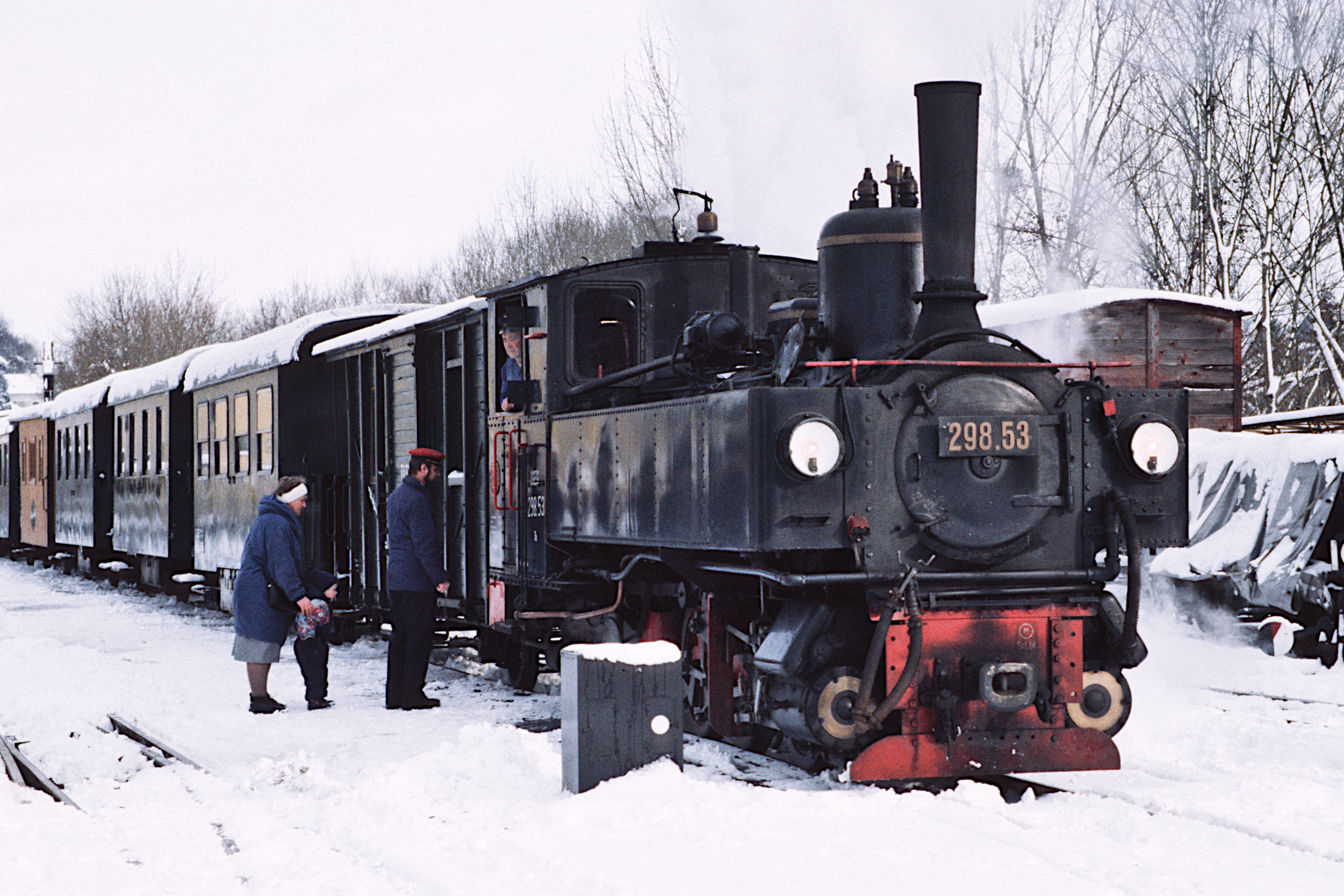
298.53 in Grünburg, OÖ

Diese Lokomotiven bewährten sich dermaßen gut, dass sie von nahezu allen Betreibern schmalspuriger Bahnstrecken der Donaumonarchie (außer in Ungarn, wo der Lokomotivbau eigene Wege ging) in großer Stückzahl bestellt wurden. Die bei Krauss in Linz gebauten U wurden in der Regel auf der Ybbstalbahn in Betrieb genommen und kamen erst danach auf ihre Einsatzgebiete. Auch andere Lokomotivfabriken (StEG, Wr. Neustadt, Floridsdorf, BMMF) bauten später einige U. Neben den Staatsbahnen kkStB wurde sie von den Steiermärkischen und Niederösterreichischen Landesbahnen sowie der Zillertalbahn beschafft. Die Lokomotive kkStB U 20 (Krauss/Linz Nr. 4402) für die Parenzana war auf der Weltausstellung Paris 1900 ausgestellt, wo die Lokomotivfabrik Krauss & Comp. dafür mit einer der 5153 goldenen Medaillen ausgezeichnet wurde.
Das letzte Exemplar der Reihe U wurde erst 1922, als schon längst modernere Lokomotivtypen existierten, für die StLB gebaut. Jene Lokomotiven der Reihe U, die bis nach dem Zweiten Weltkrieg in den Besitz der ÖBB übergingen, erhielten ab 1953 die Reihenbezeichnung 298 mit zweistelligen Ordnungsnummern. Die bei den StLB beheimateten Maschinen tragen nach die vor die Reihenbezeichnung U.
Aufgrund ihrer großen Stückzahl sind heute noch zahlreiche Maschinen bei Museums- und Touristikbahnen betriebsfähig im Einsatz zu erleben, einige Exemplare wurden auch als Lokomotiv-Denkmäler aufgestellt.

### Baugleiche Lokomotiven

#### Friedländer Bezirksbahn
Die Friedländer Bezirksbahn beschaffte für ihre Schmalspurbahn Friedland–Hermsdorf drei Lokomotiven mit den Nummern 11 bis 13 mit der dort gebräuchlichen Spurweite von 750 mm, die weitestgehend der KkStB U glichen. Wegen des grenzüberschreitenden Verkehrs Richtung Zittau erhielten die Lokomotiven die in Sachsen übliche Heberleinbremse und Trichterkupplung. Die ČSD reihte die Lokomotiven später in die Reihe U 37.0 ein und gab ihnen die Betriebsnummern U 37.007 – 009.
Die Lokomotive U 37.007 (ehemalige Nr. 11) befand sich als 99 791 im April 1945 zur Instandsetzung im Raw Chemnitz und verblieb nach Kriegsende bei den Schmalspurbahnen in Sachsen. Sie kam zunächst auf der Schmalspurbahn Hetzdorf–Eppendorf–Großwaltersdorf zum Einsatz und gelangte später zu den Prignitzer Kreiskleinbahnen. Im Mai 1957 wurde sie dort zur 99 4712 umgezeichnet, um eine Doppelbesetzung mit den in Auslieferung befindlichen Lokomotiven der Baureihe 99.77–79 zu vermeiden. Am 15. November 1965 erfolgte die Ausmusterung.
Die U 37.008 (ehemalige Nr. 12) schied erst 1966 in Frydlant aus dem Betriebspark aus und wurde dann als Denkmallokomotive vor dem Bahnhof in Nymburk aufgestellt. Sie dient heute als Ersatzteilspender für die Museumslokomotive U 37.002 in Jindřichův Hradec. Die U 37.009 (ehemalige Nr. 13) wurde 1963 in Frydlant verschrottet.

#### Kleinbahn Königshof–Beraun–Koněprus
Die Kleinbahn Königshof–Beraun–Koněprus (KBK) erwarb 1897 zwei weitgehend baugleiche Lokomotiven bei Krauss in Linz, denen 1908 noch eine dritte folgte. Sie erhielten die Namen TETÍN, KONĚPRUSY und DAMIL. Auf Anordnung des Tschechoslowakischen Verkehrsministeriums erhielten sie im Jahr 1938 die ČSD-Nummern U 37.901 bis U 37.903. Sie verblieben auf ihrer Stammstrecke bis zu deren Stilllegung und wurden dort verschrottet.

### Weiterentwicklungen
Basierend auf demselben Fahrwerk wurde die Reihe U zu den Zweizylinder-Verbundlokomotiven NÖLB Uv (mit ihrerseits wieder weiteren Varianten) sowie die NÖLB Uh (später BBÖ Bh) und BBÖ Uh mit Überhitzer weiterentwickelt. Die kkStB T waren eine in allen Dimensionen verkleinerte Variante und die kkStB Z hatten keine Laufachse und einen kleineren Kessel, aber dasselbe Triebwerk.

### Weitere Varianten
Die Lokomotivfabrik Krauss in München baute ebenfalls einige Variationen der Reihe U für mehrere Spurweiten, gemeinsam war ihnen das Fahrwerk mit dem Krauss-Helmholtz-Gestell und das sehr ähnliche Triebwerk:
- Für die Strecke Porto–Famalicao die beiden Lokomotiven 10 und 11 (KrMü 3576 und 3577/1897) mit 900 mm Spurweite. Bei der CP erhielten sie die Nummern E 61 und 62 und wurden auf Meterspur umgespurt.
- Die Feldabahn erhielt 1899 eine Lokomotive mit dem Namen Dermbach (KrMü 4069/1899).[5]
- Für die Jüterbog-Luckenwalder Kreiskleinbahnen eine Serie von insgesamt sieben Lokomotiven mit 750 mm Spurweite. Mit einer Länge von 6.530 mm und einem Dienstgewicht von 14 t in einer etwas leichteren Ausführung (KrMü 4190-95/1900 und 5820/1907). Der Verbleib dieser Loks ist unbekannt.[6][7]
- Die Walhallabahn beschaffte von 1902 bis 1908 drei Lokomotiven (KrMü 4823/1902, 5173/1904 und 5929/1908).
- Die Kreuznacher Kleinbahnen beschafften 1920 eine einzelne Lokomotive mit 750 mm Spurweite, die später als ÖBB 998.01 nach Österreich kam (KrMü 7651/1920).

Die Normalspurlokomotiven der Typen Bayerische D VIII, D X und D XI sowie die Pfälzischen T 4.I und T 4.II wiesen ebenfalls große Ähnlichkeiten zur Reihe U auf, mit entsprechend größerem Kessel und Triebwerk.

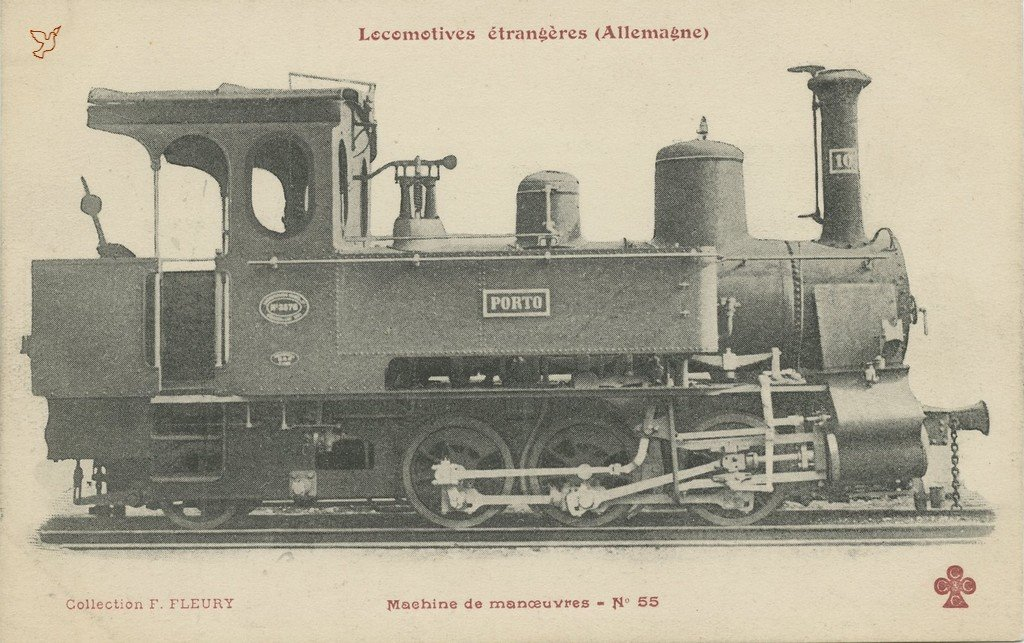
Porto-Povoa-Famalicao Nr. 10, später CP E61
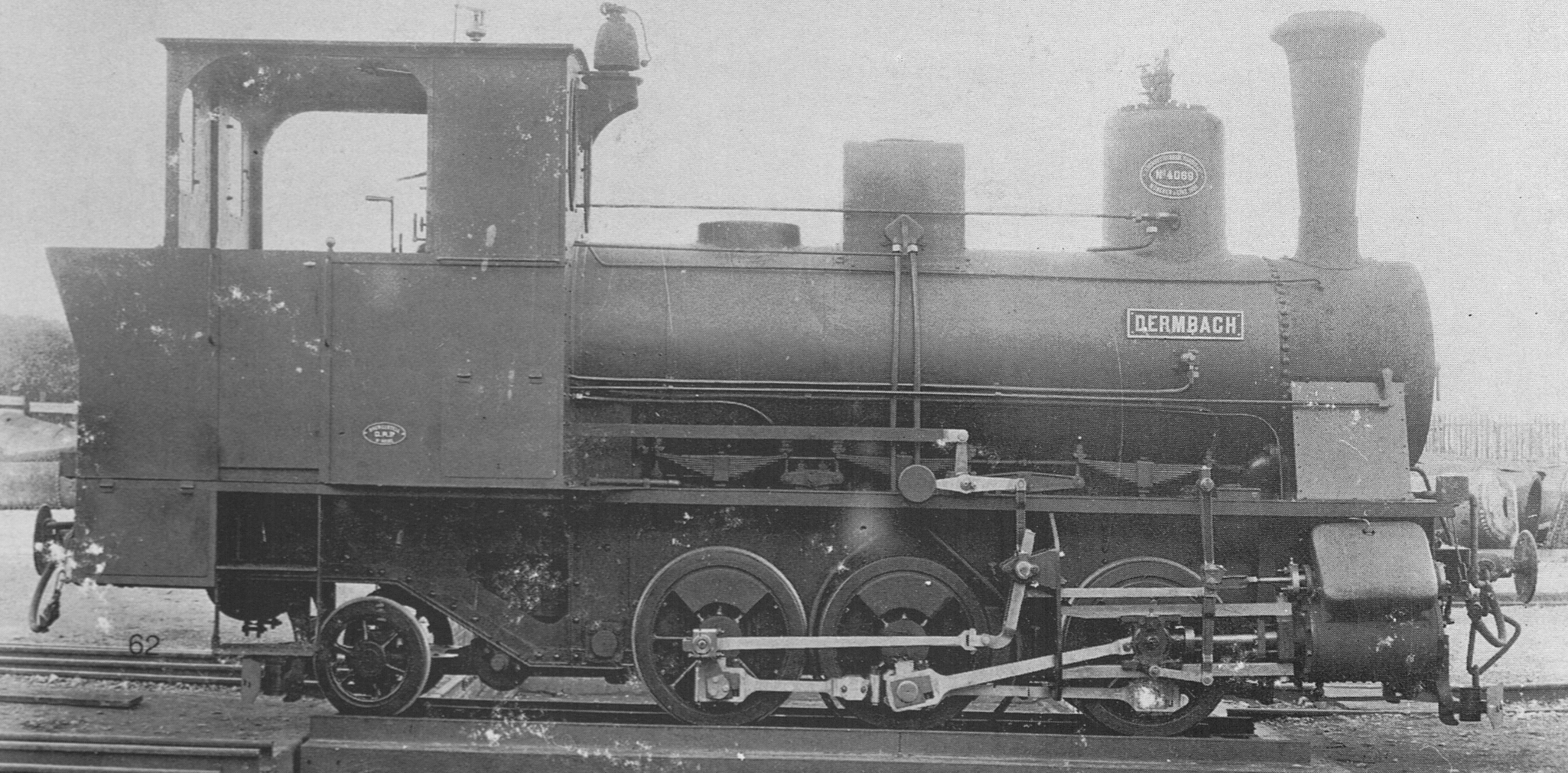
Lokomotive Dernbach der Feldabahn
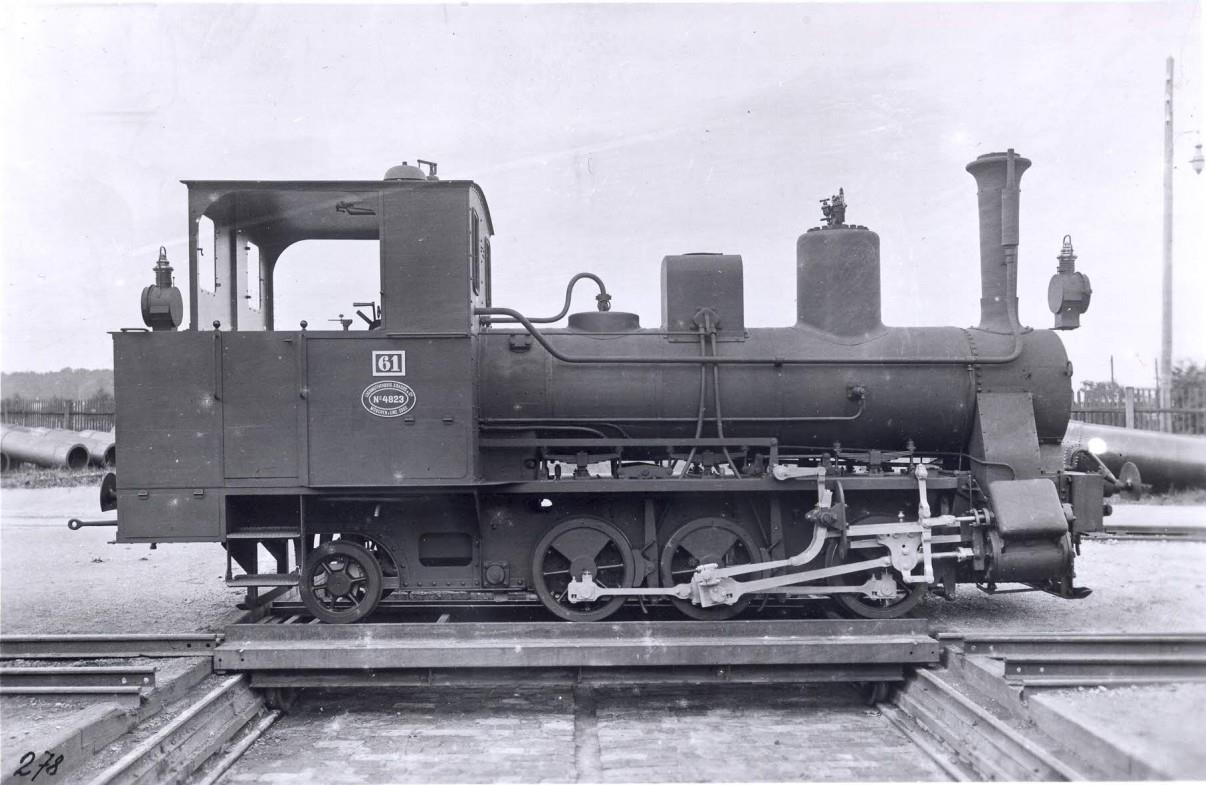
Werkfoto der LAG 61 der Walhallabahn
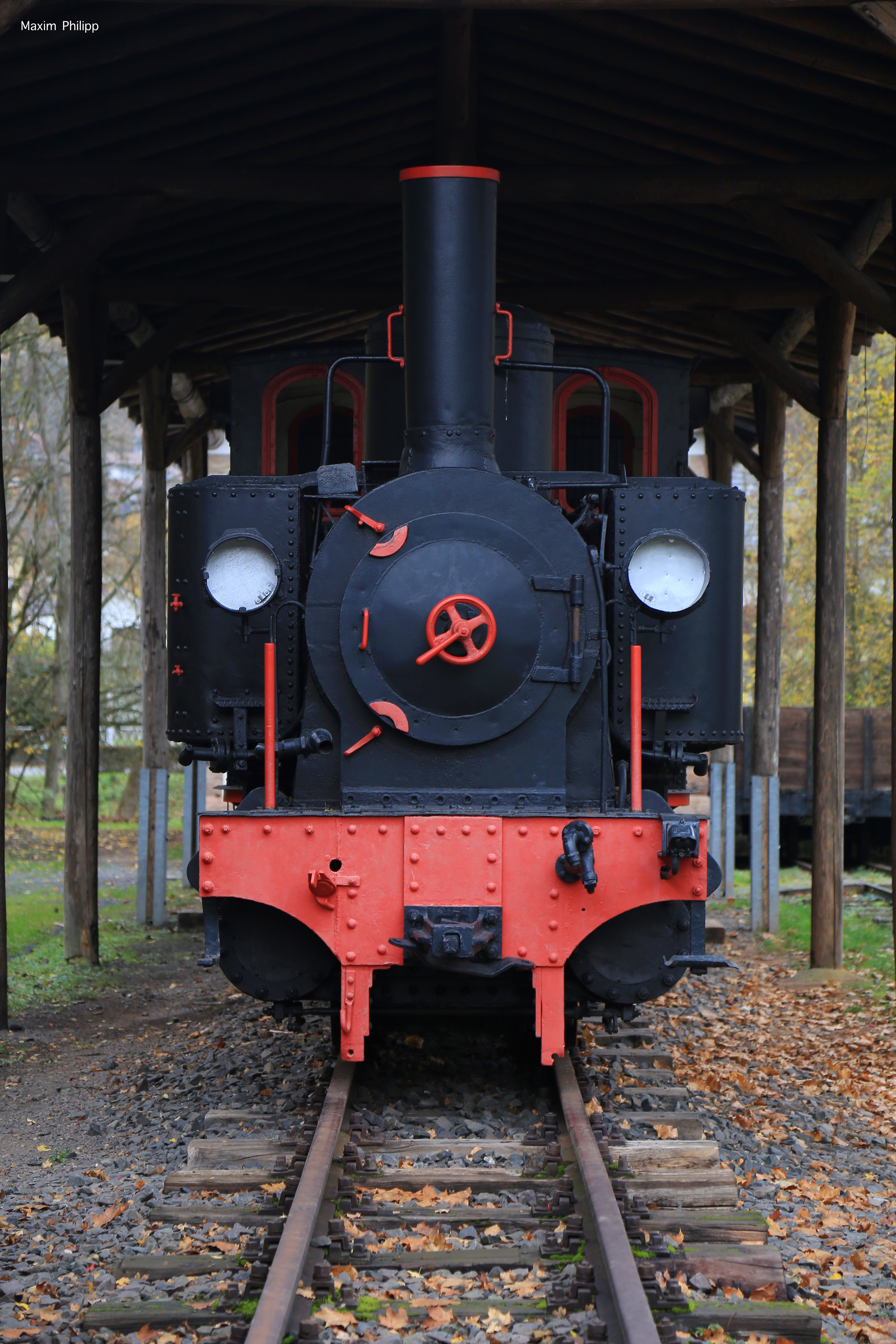
Lok 1 (II) der Kreuznacher Kleinbahnen
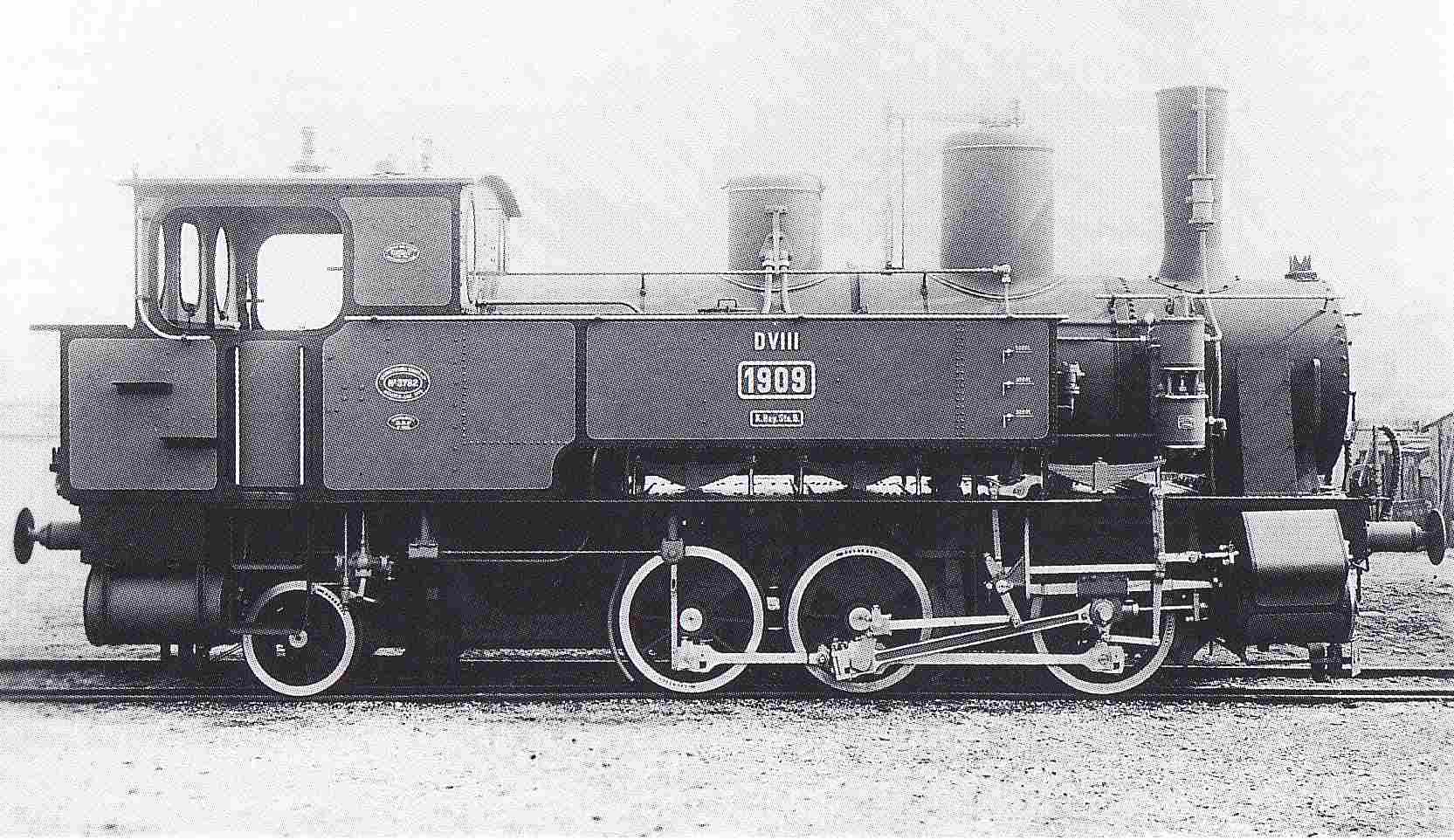
D VIII 1909 der Königlich Bayerischen Staatsbahn
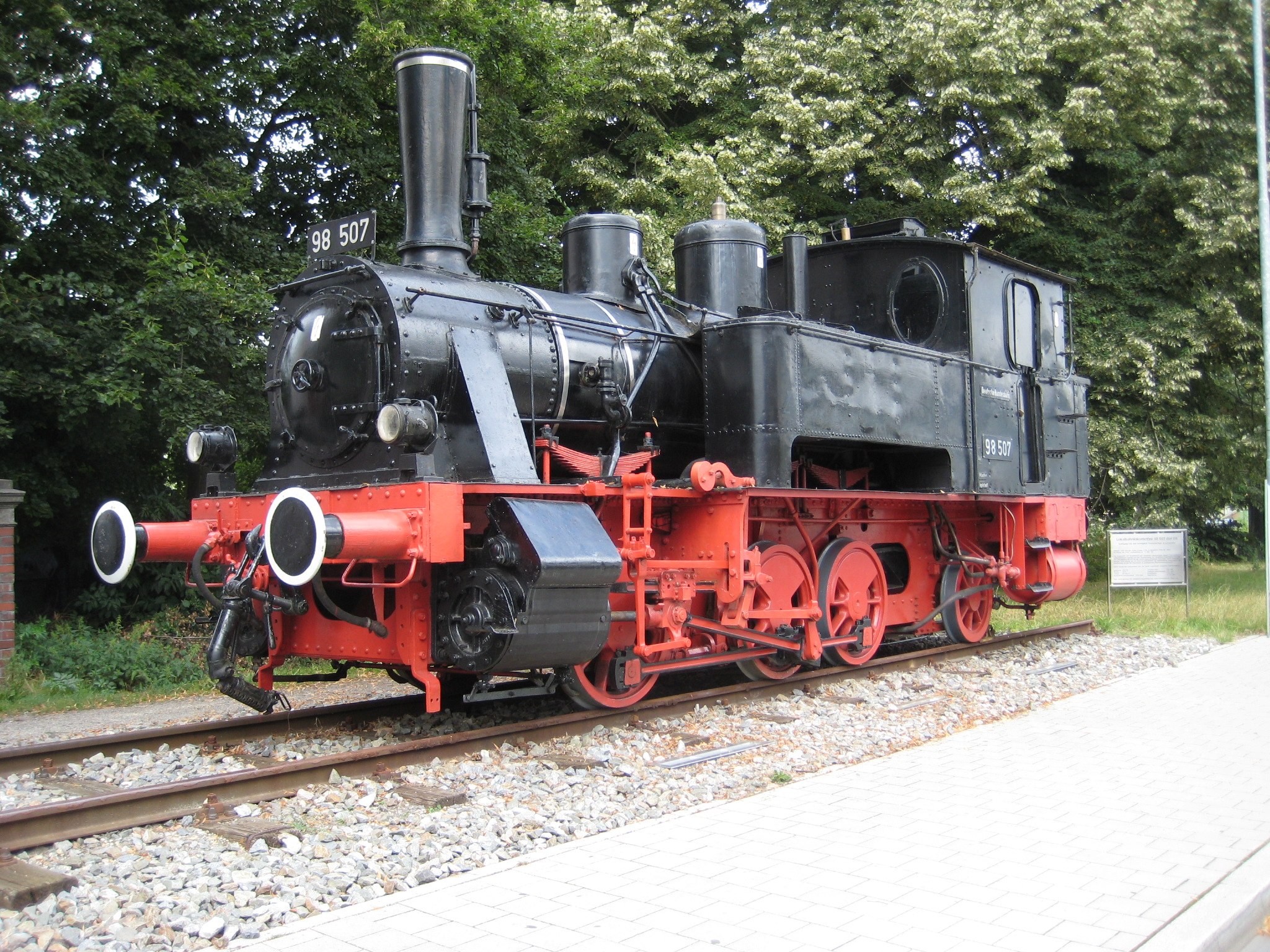
D XI der Königlich Bayerischen Staatsbahn

## Die Reihe U in den Nachfolgestaaten der Donaumonarchie
Nach dem Zerfall der Habsburgermonarchie nach dem Ersten Weltkrieg verblieben zahlreiche Lokomotiven der Reihe in den Nachfolgestaaten, unter anderem in der Tschechoslowakei, in Polen, in Italien und in Jugoslawien.

### Die Reihe U in der Tschechoslowakei

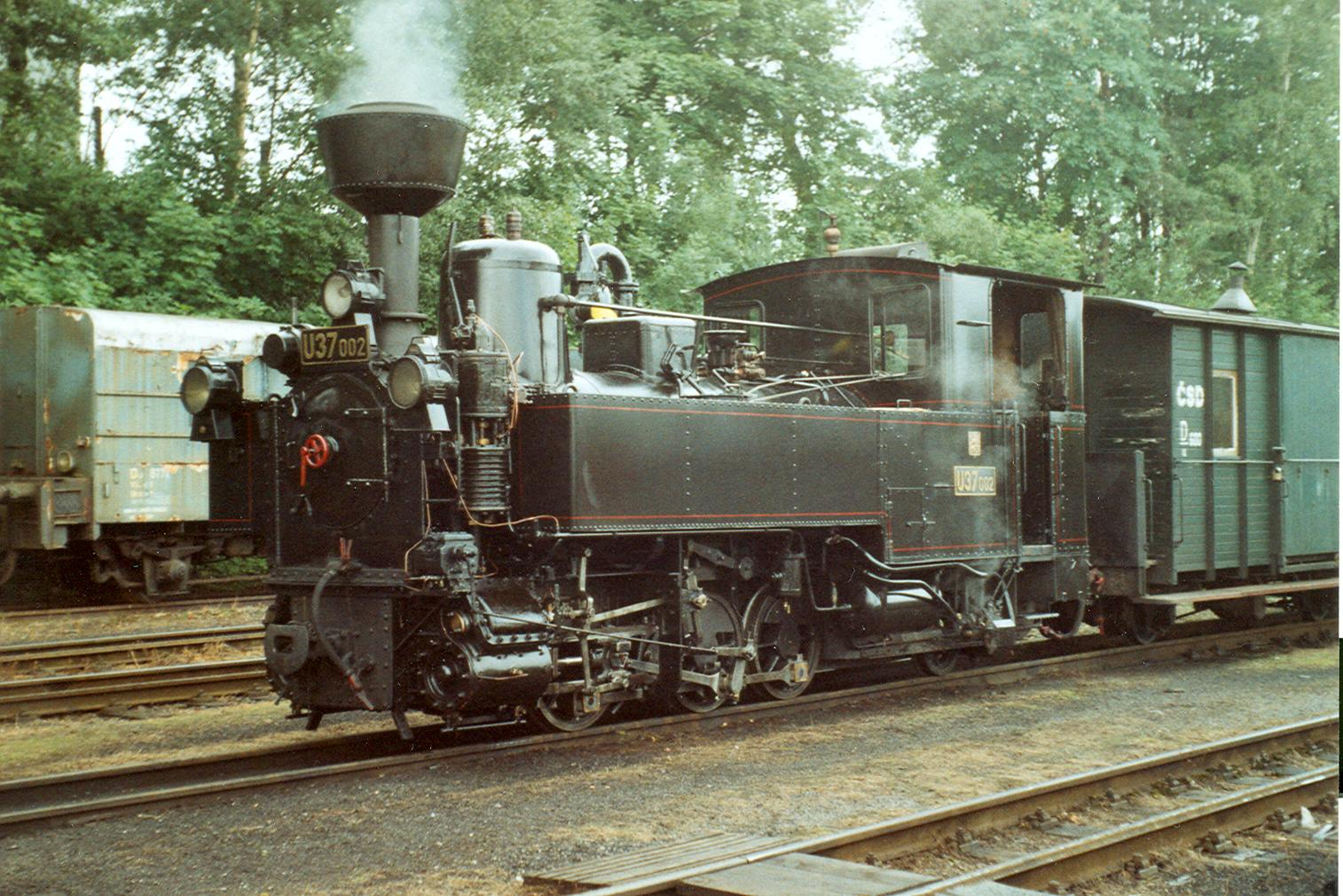
U 37.002 als Museumslokomotive in Jindřichův Hradec

Nach dem Ersten Weltkrieg verblieben neun Lokomotiven der kkStB in der nun neu gegründeten Tschechoslowakei. Diese erhielten ab 1924 die neue Baureihenbezeichnung U 37.0. Auch die drei bauartgleichen Lokomotiven der Friedländer Bezirksbahn mit 750 mm Spurweite wurden als U 37.007 – 009 eingeordnet. Die Tschechoslowakischen Staatsbahnen ČSD setzten die Lokomotiven auch weiterhin auf ihren Stammstrecken ein, später gelangten einige auch zur Schmalspurbahn Ružomberok–Korytnica kúpele in der Slowakei. 1929 kehrten weitere zwei Lokomotiven aus Polen auf ihre ursprünglichen Einsatzstrecken in Böhmen zurück.
Die Deutsche Reichsbahn bezeichnete die ab 1938 übernommenen ČSD-Lokomotiven als Baureihe 99.784. Die Lokomotiven der ehemaligen Friedländer Bezirksbahn erhielten analog den sächsischen Schmalspurlokomotiven die Betriebsnummern 99 791 bis 793.
Während des Zweiten Weltkrieges gelangten mehrere Lokomotiven nach Österreich. Dafür fand sich nunmehr auch eine Verbundlokomotive der Reihe Uv und eine weitere U im Bestand der ČSD.
Ab 1957 wurden von den ČSD neue Diesellokomotiven der Baureihe T 47.0 in Dienst gestellt, welche die Reihe U nunmehr entbehrlich machten. 1964 wurde die letzte U 37.0 von den ČSD ausgemustert.
Erhalten blieben die Lokomotiven U 37.002, heute betriebsfähige Museumslokomotive in Jindřichův Hradec, sowie U 37.006 als Denkmallokomotive in Ružomberok.

### Die Reihe U in Polen
Drei Lokomotiven der Reihe U wurden 1897 für die Lokalbahn Łupków–Cisna von den kkStB in Dienst gestellt. Eine gelangte nach 1918 noch in den Bestand der neu gegründeten Polnischen Staatsbahn (PKP), ihr Verbleib ist unbekannt.

### Die Reihe U in Italien (Parenzanabahn)

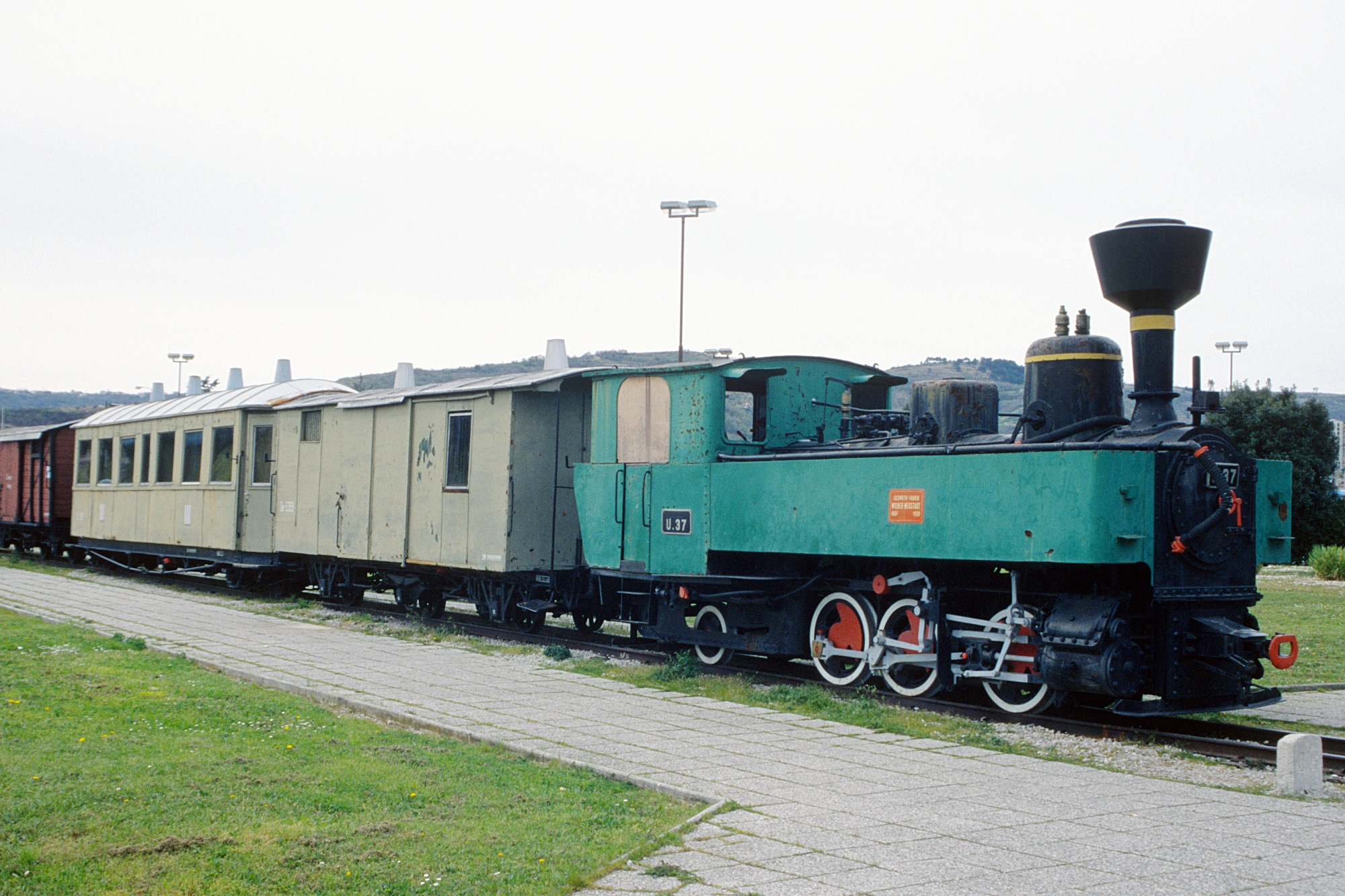
U.37 als Denkmal in Koper, 1995

Für die Lokalbahn Triest–Parenzo beschaffte die kkStB 1902 vier Lokomotiven der Reihe U. Weitere vier Lokomotiven kamen dann ab 1908 noch hinzu. Nach dem Ersten Weltkrieg gelangten dann einschließlich der Strecke diese sieben Lokomotiven der Reihe U an die Italienische Staatsbahn FS. Die FS betrieb die Strecke Triest–Parenzo noch bis zum 31. August 1935, danach wurden die Anlagen abgebrochen und die Lokomotiven verschrottet. Nach 1945 wurde im nun jugoslawischen Koper (italienisch: Capodistria) die ehemalige U.37 als Denkmallokomotive aufgestellt, die Lokomotive wurde im Jahre 1908 von der Wiener Neustädter Lokomotiven Fabrik gebaut (Snr. 4867) und ist eine Original-Lokomotive der Parenzaner Bahn.

### Die Reihe U in Jugoslawien
Während des Ersten Weltkrieges wurden auch mehrere Maschinen der Reihe U für den Kriegseinsatz auf dem Balkan requiriert. Die meisten davon wurden von der kaiserlich-königlichen Heeresbahn Süd von Prijedor aus auf dem Streckennetz der Steinbeisbahn eingesetzt, einem von Otto von Steinbeis ursprünglich als Waldbahn errichteten Streckennetz in Bosnien. Mehrere Loks verblieben nach Kriegsende im nun neu gegründeten Königreich Jugoslawien. Sie wurden als Reihe 188 ins Nummernschema der Jugoslawischen Staatsbahn eingereiht. Da sie für die auf den langen Strecken des Jugoslawischen Schmalspurnetzes geforderten Leistungen nicht genügten, kamen sie nun vornehmlich auf Waldbahnen und in Industriebetrieben zum Einsatz.
Drei Loks der Reihe U gehörten bereits vor dem Krieg zum Bestand der kkStB-Strecke von Split nach Sinj. Sie verschlug es, nachdem sie auf ihrer Stammstrecke durch andere Loks, unter anderem die Reihe 83, abgelöst wurden, ebenfalls als Reihe 188 nummeriert, auf verschiedenste Strecken des umfangreichen Schmalspurnetzes.

## Galerie

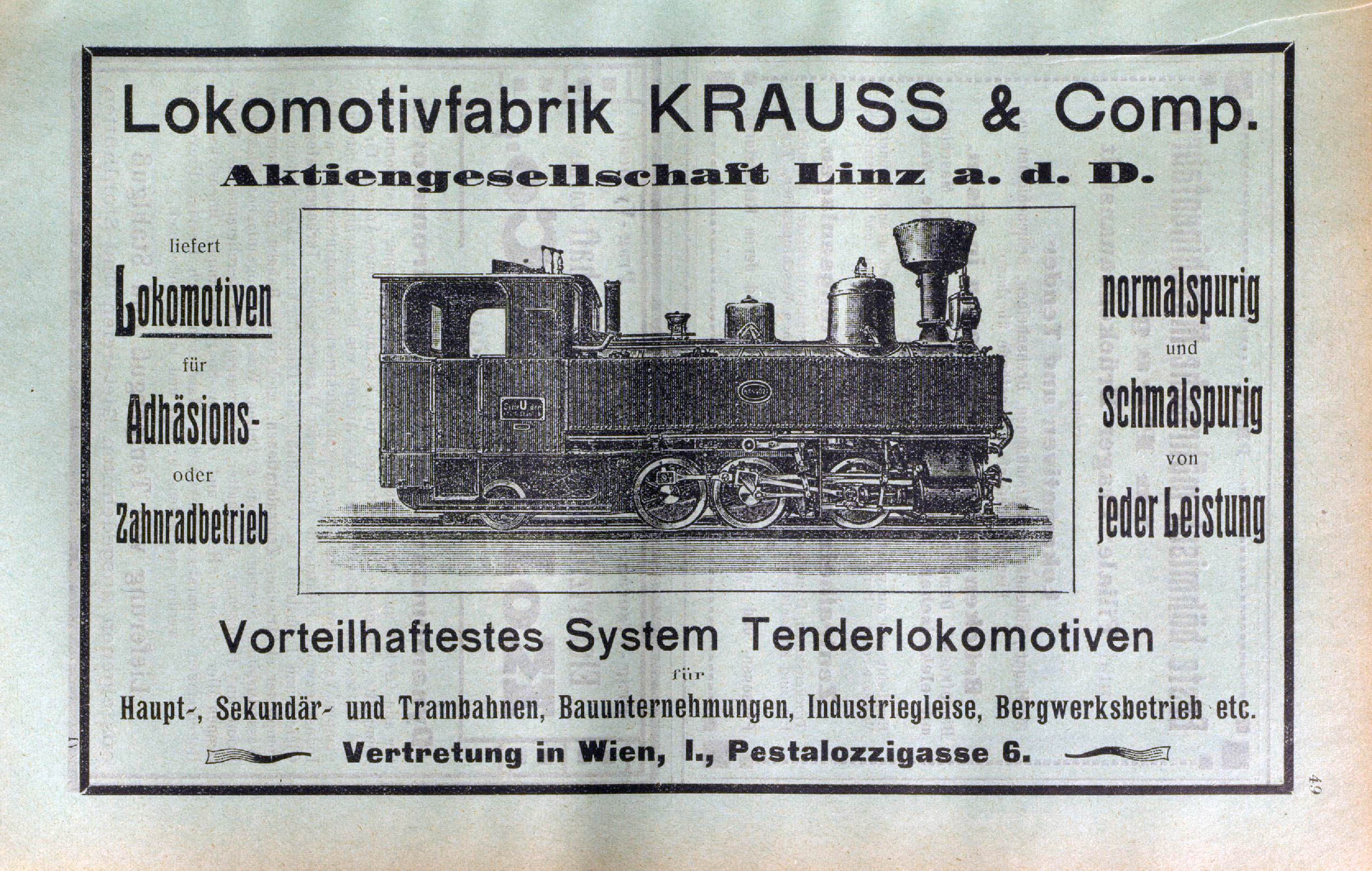
Werbeanzeige von Krauss & Comp. mit einer Lok der Reihe U
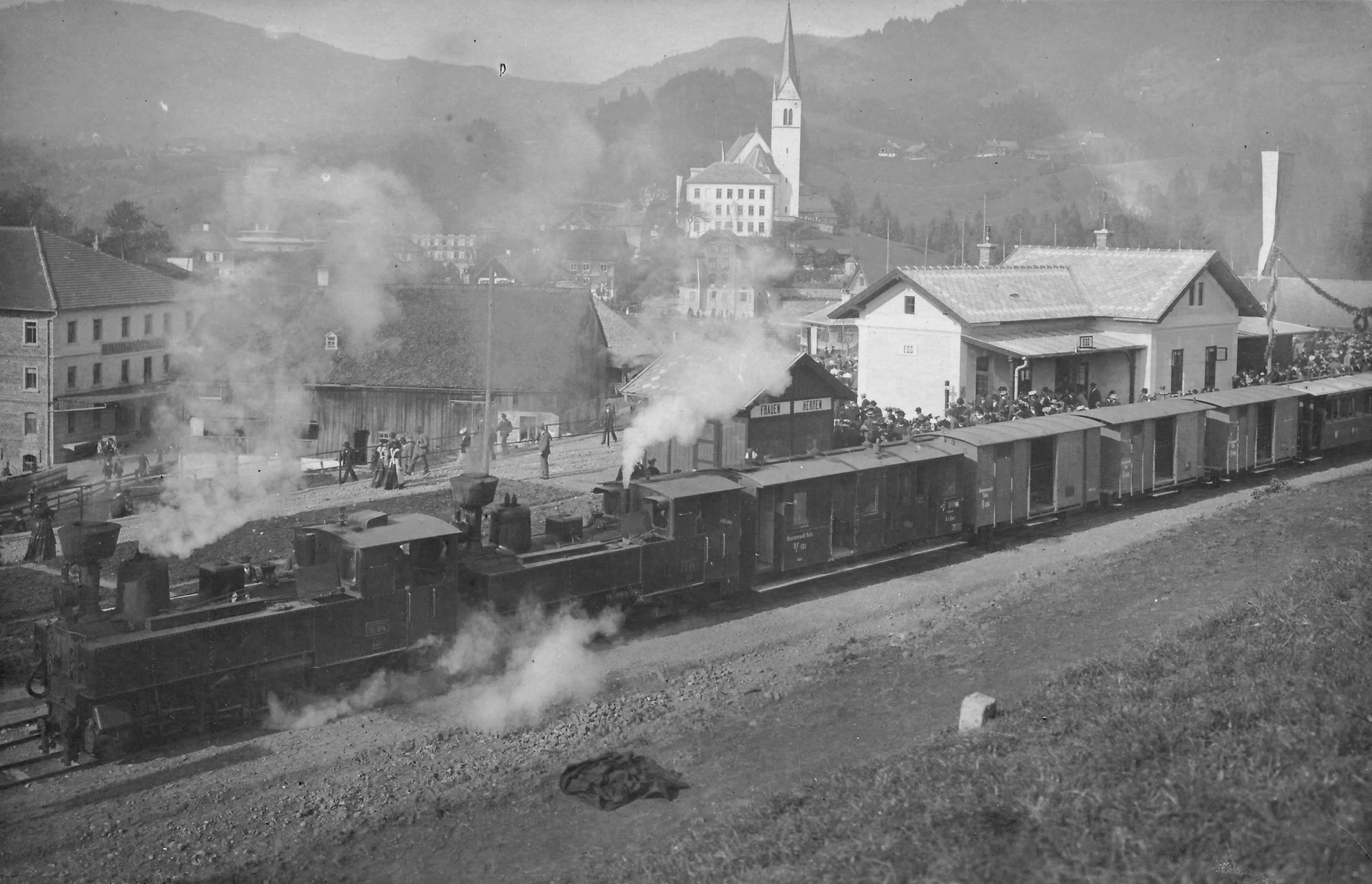
Eröffnung der Bregenzerwaldbahn mit zwei Loks der Reihe U
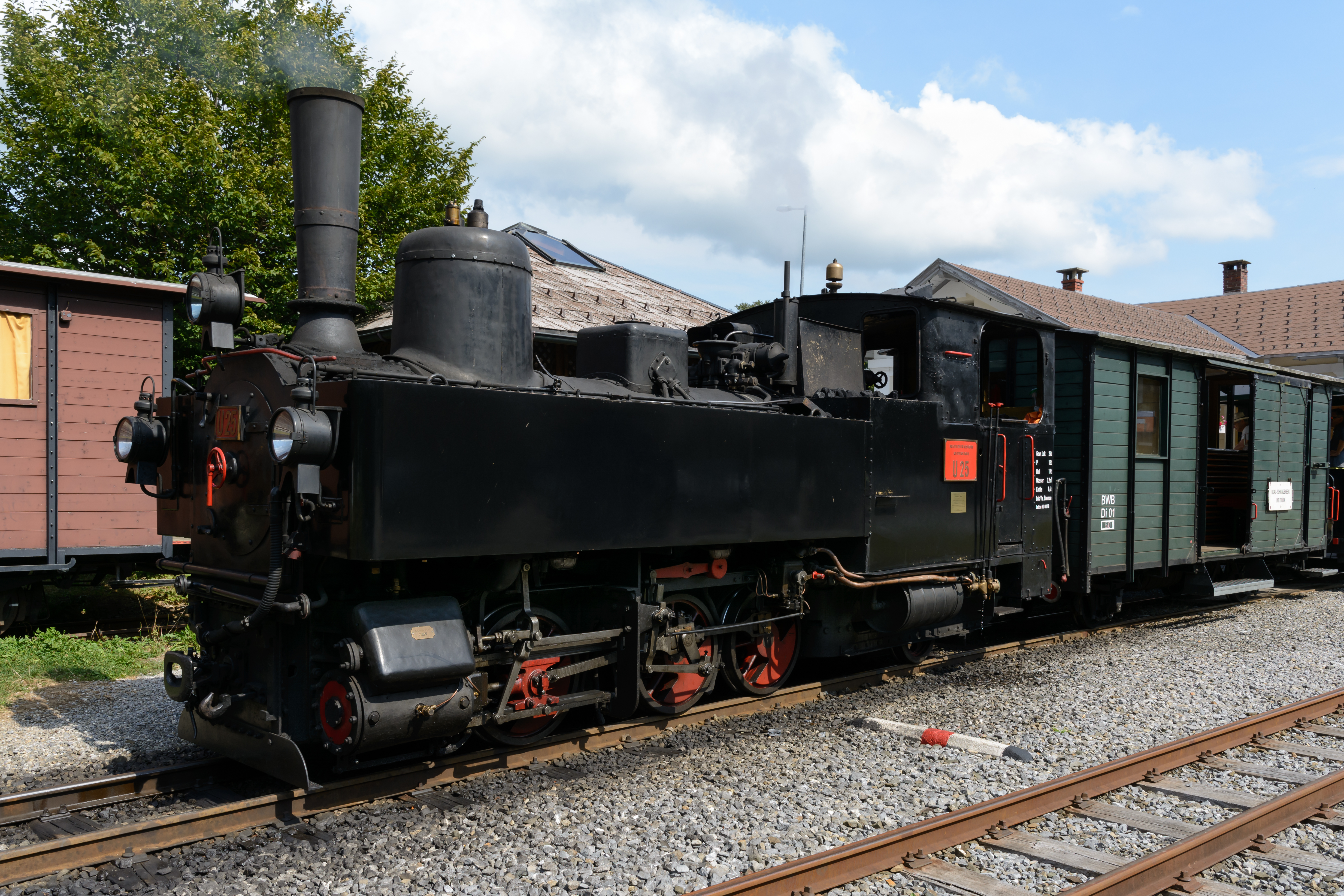
U.25 der Bregenzerwaldbahn
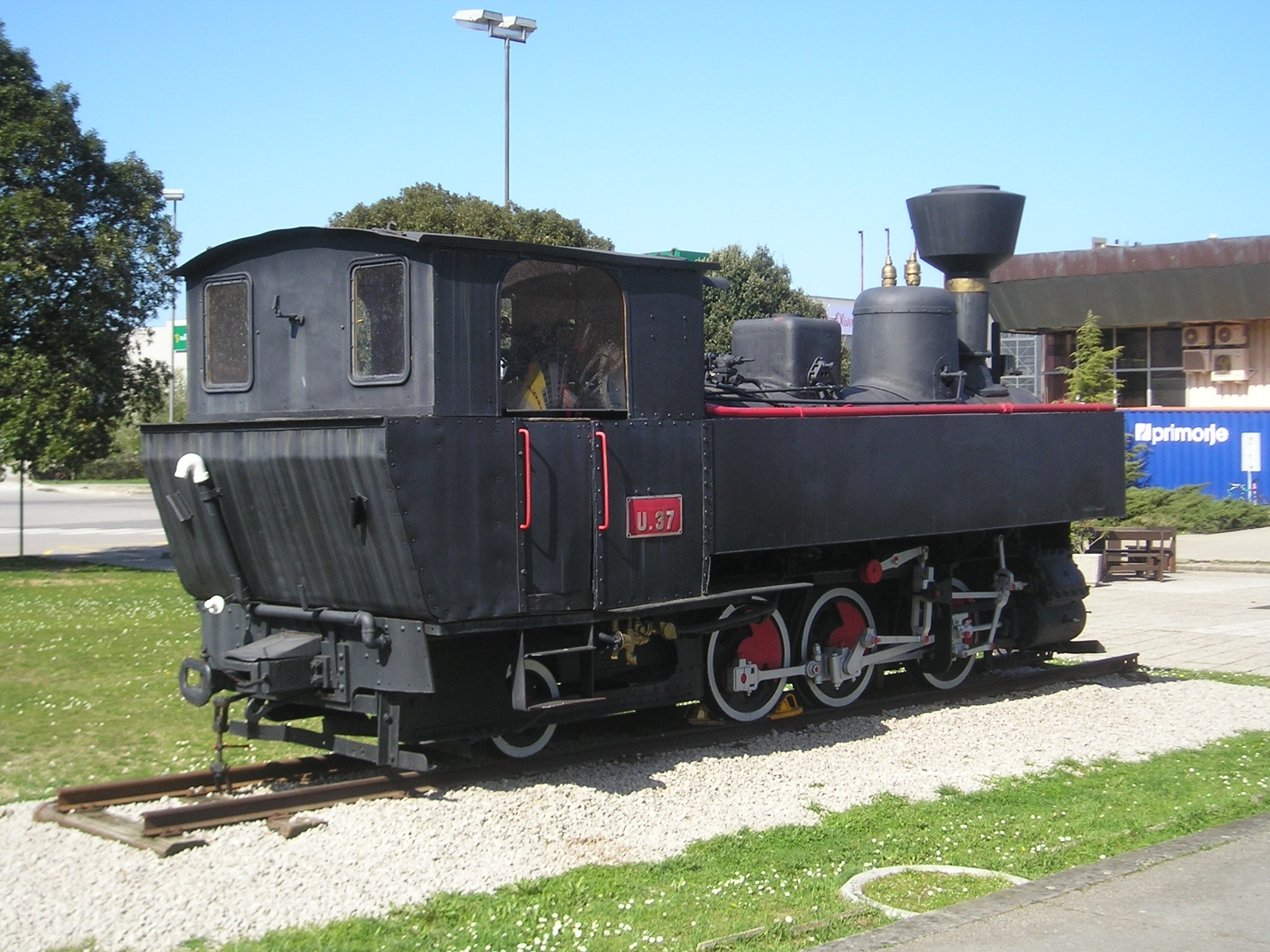
U.37 in Koper (mit später angebautem hinteren Kohlekasten)
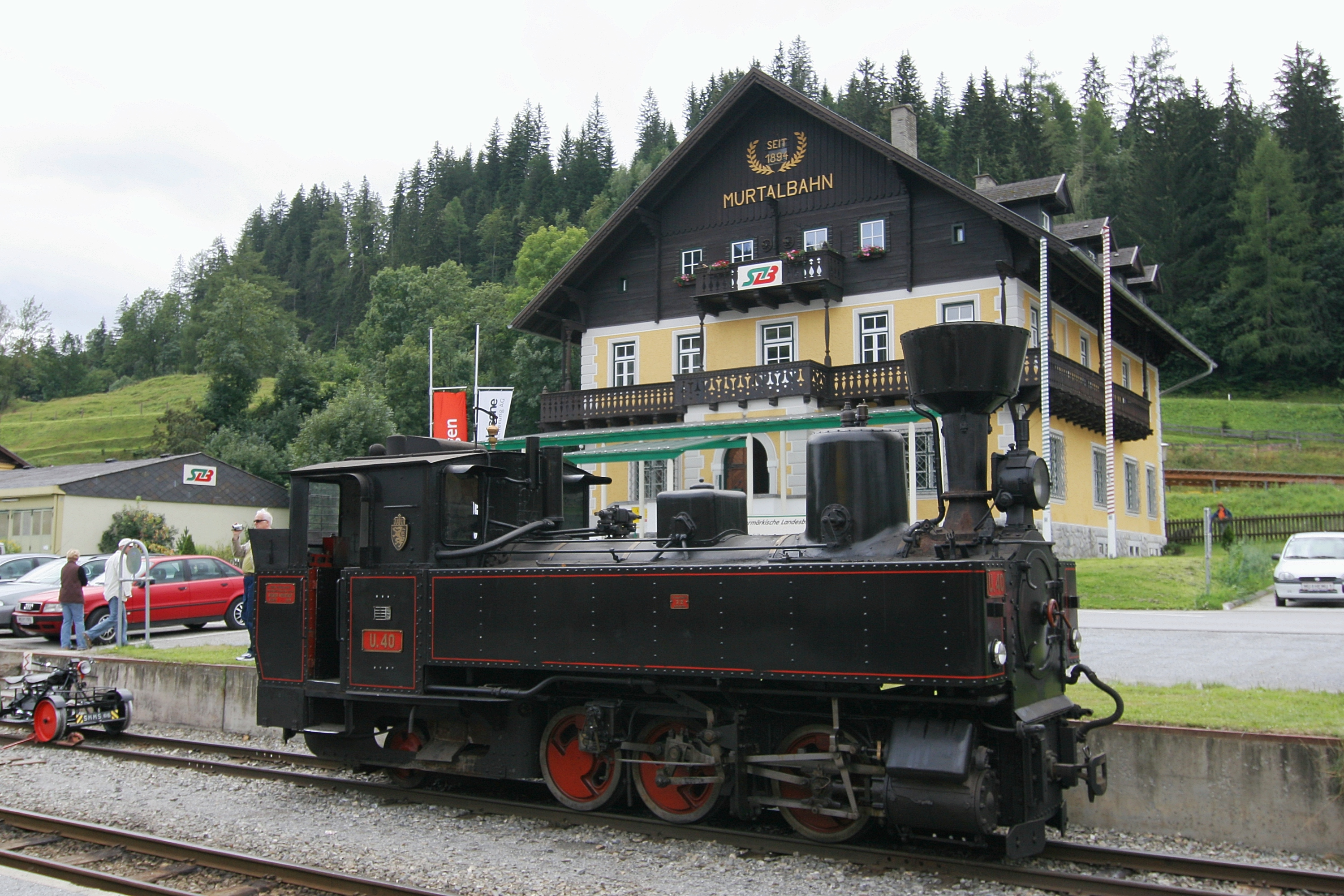
StLB U.40 in Murau
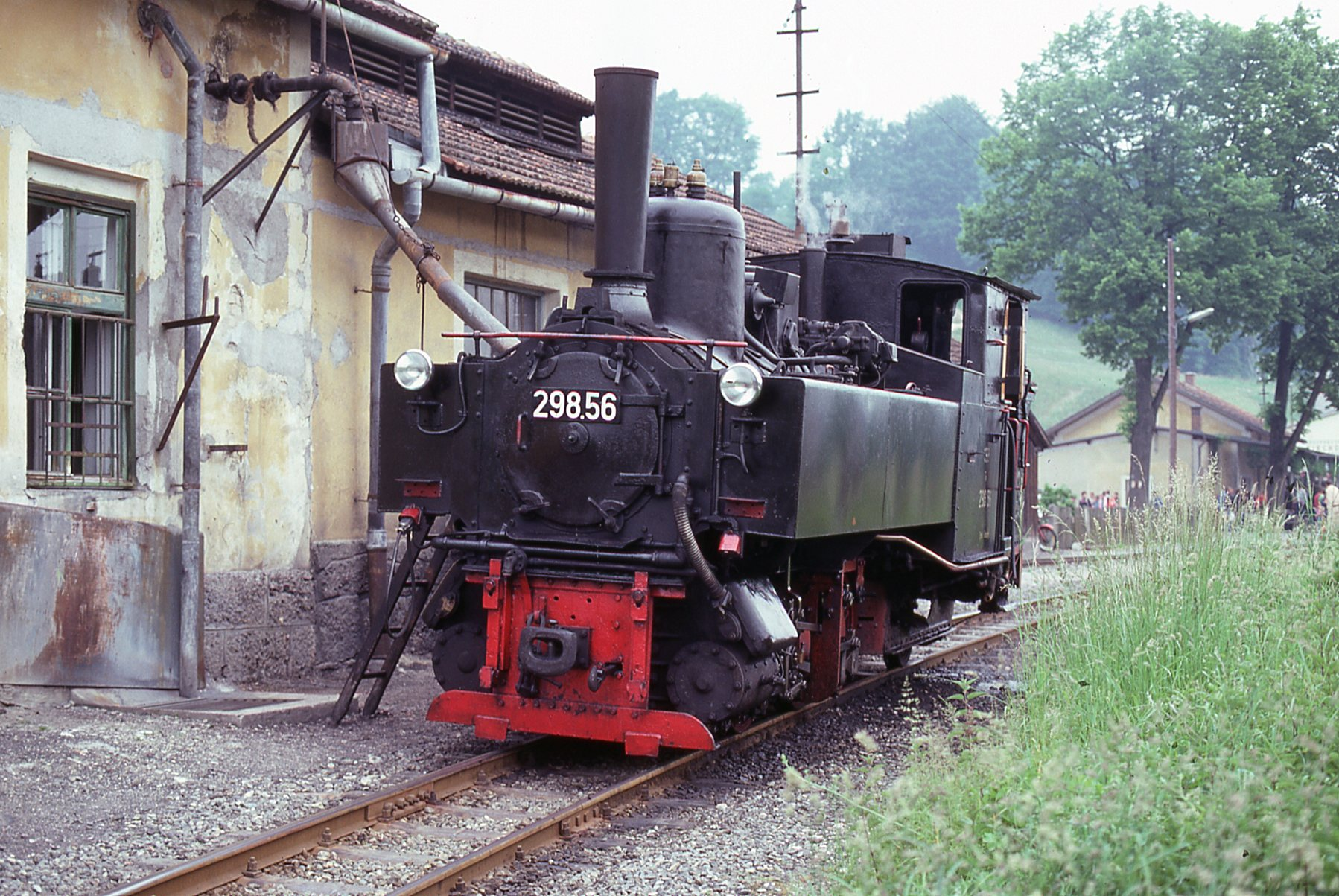
ÖBB 298.56 auf der Steyrtalbahn in Grünburg
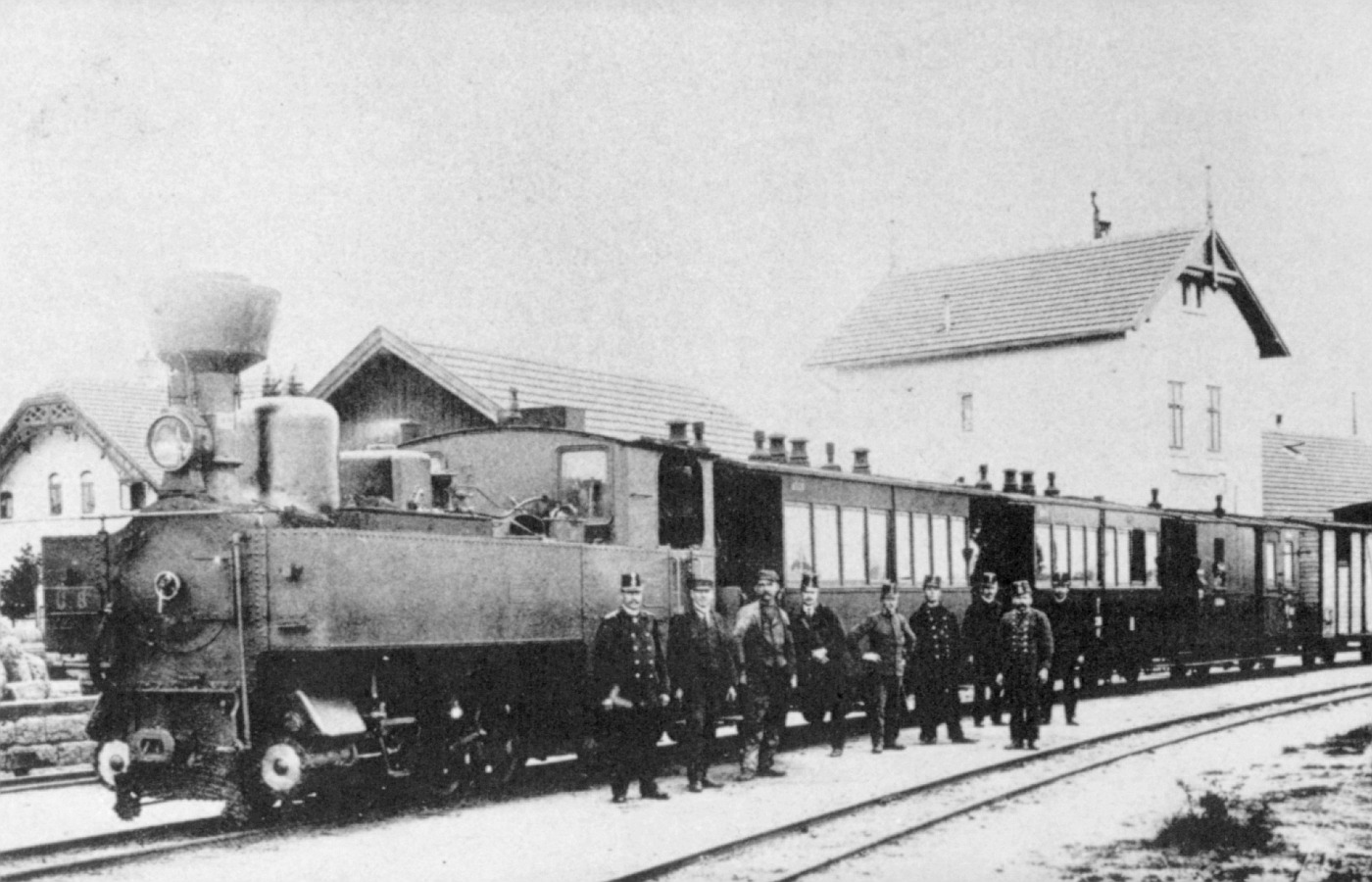
NÖLB U.8 auf der Waldviertler Schmalspurbahn
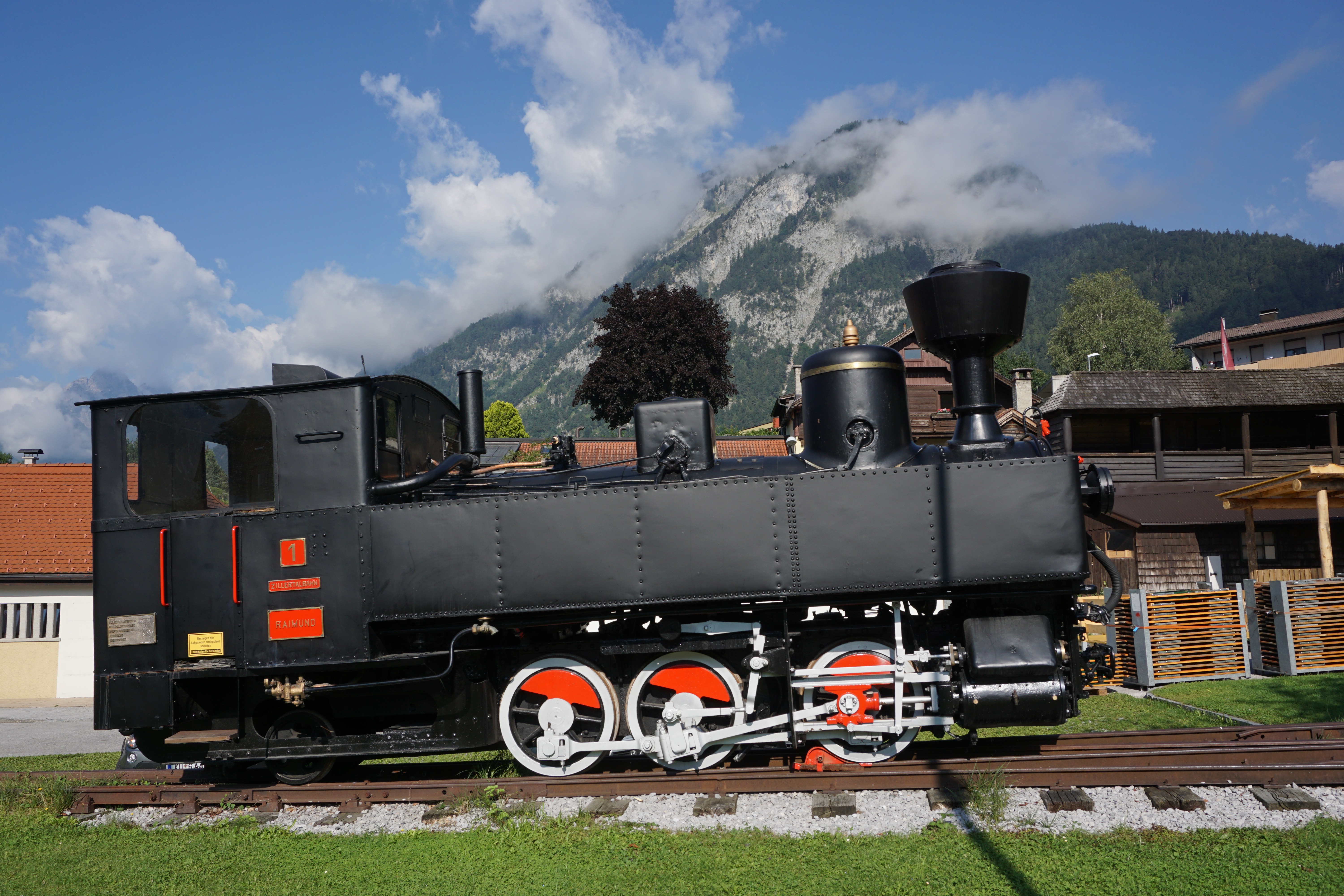
Lok 1 der Zillertalbahn

## Modelle
Ende der 1960er Jahre brachte der Wiener Modelleisenbahnhersteller Liliput ein ursprünglich auf der übernommenen Egger-Bahn basierendes Modell der U in Nenngröße H0e heraus, welches sich bis heute in unterschiedlichen Varianten im Sortiment findet. Die Lehmann-Groß-Bahn brachte im Jahr 1970 ein annähernd maßstäbliches Gartenbahn-Modell in Spurweite G heraus, welches sich ebenfalls bis heute im Programm findet.